# Amomum luzonense
Amomum luzonense är en enhjärtbladig växtart som beskrevs av Adolph Daniel Edward Elmer. Amomum luzonense ingår i släktet Amomum och familjen Zingiberaceae. Inga underarter finns listade i Catalogue of Life.